# 27423 Dennisbowers
27423 Dennisbowers è un asteroide della fascia principale. Scoperto nel 2000, presenta un'orbita caratterizzata da un semiasse maggiore pari a 2,3572767 UA e da un'eccentricità di 0,1063740, inclinata di 5,26767° rispetto all'eclittica.